# Orpheus
Orpheus（オルフェウス）は、ユーザーが入力した歌詞に合わせ自動で作曲が可能な自動作曲システムである。HMM音声合成システムによって、歌詞に基づいた韻律をつけた作曲を20秒ほど（現在の実測では、作曲自体は最短で1秒以内、音声合成に数秒である）ですることができる。

## 概要
歌詞を入力すると自動で作曲、合成音声をつけて出力するもので、歌詞のイントネーションを標準語によるデータベースから解析、それに基づいたメロディーを作るもの。コード進行と、リズムや伴奏のパターンから、メロディーの確率を計算、作曲している。
東京大学にて、自動作曲技術の研究の一環として開発・公開されていた。2013年4月からは、嵯峨山茂樹が代表をつとめるOrpheus開発チームによって公開されている。嵯峨山は開発した理由を「人間の最高の知能と考えられている芸術の面を、コンピューターでどれだけできるかということをやってみたかった」と話す。
また、作曲された曲に関して、悪意の使用（不適切歌詞の作品拡散など）を防ぐ目的で著作権の留保が主張されているが、善意の利用は制限されていないので、動画投稿サイトへの公開、演奏公開、二次創作なども許可されている。
なお歌詞内容については制約が設けられており、犯罪行為への利用や公序良俗に反する歌詞の作成は禁じられている。また「一部の人のウケを狙った歌詞は、研究遂行上問題がある」ことから「特定のコミュニティや、特定分野にのみ通じる表現、質が低い内輪受けの歌詞」も禁止されている。

## 名称
Orpheusの名称は、古代ギリシアの神話に登場する竪琴の名手オルペウス（オルフェウス）にちなんでいる。

## 歴史
- 2007年3月15日：日本音響学会で初発表[7]。
- 2007年10月20日：Webアプリケーションとして初公開。
- 2011年末：新しい作曲機能を搭載したVer.3.0を運用開始。
- 2015年12月26日：Orpheusの自動作曲と自動作詞システムを利用した番組「日本人が“なぜか”気持ち良くなる歌をデータで探るスペシャル」がNHKで放映された[8]。